# 아즈마 히로시 (심리학자)
아즈마 히로시(일본어:  東 洋, 1926년 2월 3일~2016년 12월 13일)는 일본의 심리학자, 시라유리 여자대학의 교수로, 도쿄도 출신이다.